# 塔魯丹特省
30°28′1″N 8°52′48″W / 30.46694°N 8.88000°W
塔魯丹特省（阿拉伯语：‎），是摩洛哥的省份，位於該國中北部，由蘇斯-馬塞大區負責管轄，首府設於塔魯丹特，面積1,646平方公里，2014年人口838,820，人口密度每平方公里510人。